# Quartier Saint-Ambroise

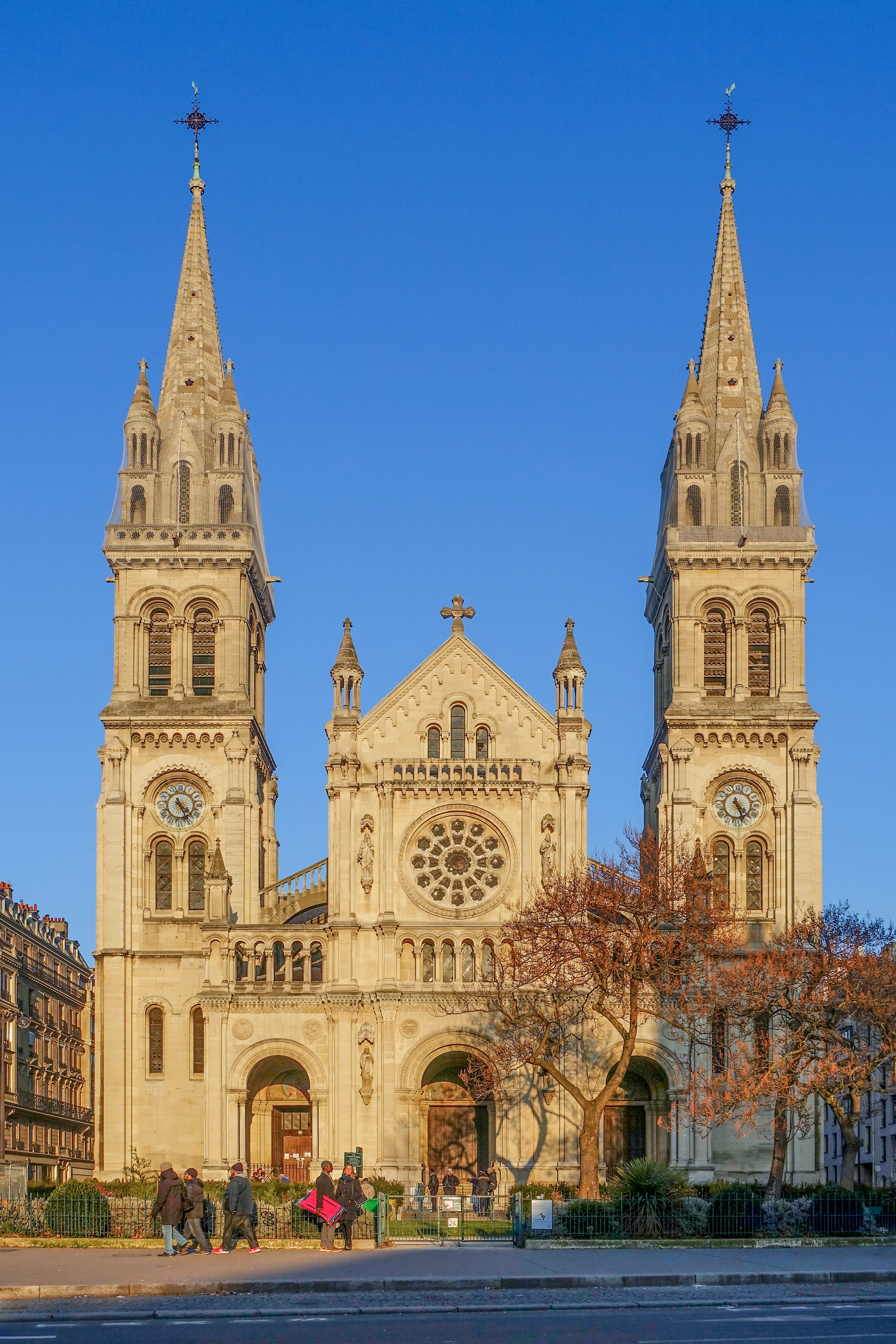
Kostel svatého Ambrože

Quartier Saint-Ambroise (čtvrť Svatého Ambrože) je 42. administrativní čtvrť v Paříži, která je součástí 11. městského obvodu. Má rozlohu 83,8 ha a ohraničují ji ulice Rue du Chemin-Vert na jihu, Boulevard des Filles-du-Calvaire a Boulevard Beaumarchais na západě, Rue Oberkampf na severu a Boulevard de Ménilmontant na východě.
Čtvrť byla pojmenována podle kostela sv. Ambrože (Saint-Ambroise), který se zde nachází.

## Vývoj počtu obyvatel
| Rok sčítání | Počet obyvatel | Hustota zalidnění (ob./km²) |
| ----------- | -------------- | --------------------------- |
| 1954        | 41 594         | 49 635                      |
| 1962        | 40 338         | 48 136                      |
| 1968        | 36 161         | 43 152                      |
| 1975        | 32 825         | 39 171                      |
| 1982        | 30 840         | 36 802                      |
| 1990        | 33 467         | 39 937                      |
| 1999        | 32 168         | 38 387                      |